# Emmanuel K. Akyeampong
Emmanuel Kwaku Akyeampong (* 21. Februar 1962 in Kumasi, Ghana) ist ein ghanaischer Historiker und Afrikanist. Akyeampong lehrt an der Harvard University Geschichte und Afrikanistik und leitet das Harvard University Center for African Studies.

## Leben
Akyeampong wuchs in Ghana als fünftes von sieben Kinder auf. Seine Mutter Salome arbeitete als Krankenschwester und Hebamme, sein Vater, John Wilberforce, gilt als erster Pharmazeut des unabhängigen Ghana. Akyeampong begann sein Studium im Bereich Geschichte und Religionen der Universität Ghana in Accra, das er 1984 mit einem B.A. abschloss. Dem schloss Akyeampong von 1988 bis 1989 einen M.A. in Europäischer Geschichte mit Schwerpunkt englischer Arbeitsgeschichte an der Wake Forest University an. Von 1989 bis 1993 promovierte sich Akyeampong in Afrikanischer Geschichte an der University of Virginia. Seine Dissertation trug den Titel „Alcohol, Social Conflict and the Struggle for Power in Ghana, 1919 to Recent Times“.
Seit 1993 lehrt und forscht Akyeampong an der Harvard University in Cambridge, Massachusetts. Zunächst lehrte er als Assistant Professor of History (August 1993–Juni 1997), dann als Associate Professor of History (Juli 1997–Juni 2000). Seit Juli 2000 hat Akyeampong eine vollwertige Professur für Geschichte inne. Seit Juli 2003 ist er zudem zeitgleich Professor für Afrika- und Afro-Amerikanische Studien an der Universität. Von 2016 bis 2019 leitet Akyeampong das Harvard University Center for African Studies.
Während seiner Zeit als Vorsitzender des Committee on African Studies der Harvard University (heute Center of African Studies) gilt Akyeampong gemeinsam mit Henry Louis Gates und weiteren Kollegen als bedeutend für den Ausbau des Department of African and African American Studies der Universität. Akyeampong forscht vor allem zu westafrikanischer Geschichte, Islam in Sub-Sahara-Afrika, Krankheiten und Medizin, Ökologie, die afrikanische Diaspora sowie Handel und politische Ökonomie.
Akyeampong ist Fellow der Ghana Academy of Arts and Sciences (FGA), sowie Fellow der Royal Historical Society (UK).

## Werke
Akyeampong hat zahlreiche wissenschaftliche Werke veröffentlicht, darunter:
- Drink, Power, and Cultural Change: A Social History of Alcohol in Ghana, c.1800 to Recent Times, 1996
- Between the Sea and the Lagoon: An Eco-Social History of the Anlo of Southeastern Ghana, c.1850 to Recent Times, 2001
- Herausgeber von Themes in West Africa’s History, 2006, zusammen mit Henry Louis Gates Jr.
- Herausgeber von The Dictionary of African Biography, 6 Bände, 2012, zusammen mit Henry Louis Gates Jr.
- mit Nathan Nunn, Robert H. Bates, James Robinson (Hrsg.): Africa’s Development in Historical Perspective. Cambridge University Press, Cambridge 2014, ISBN 978-1-107-04115-8.
- The Culture of Mental Illness and Psychiatric Practice in Africa, 2015, zusammen mit Alan G. Hill and Arthur Kleinman